# بری مورفی (بازیکن فوتبال، زاده ۱۹۴۰)
بری مورفی (انگلیسی: Barry Murphy؛ زادهٔ ۱۰ فوریهٔ ۱۹۴۰) بازیکن فوتبال اهل بریتانیا است.
از باشگاه‌هایی که در آن بازی کرده‌است می‌توان به باشگاه فوتبال بارنزلی اشاره کرد.